# Историјски роман
Историјски роман (енгл. Historical romance), подврста романа која се појавила почетком 19. века, која приказује измишљене ликове и заплете у одређеном историјском периоду, или у оквиру историјских догађаја. Неки историјски романи баве се судбином историјских личности, али најчешће су главни јунаци и заплет романа измишљени. Иако се у њима појављују историјске личности и догађаји, они су најчешће у споредној улози, као позадина измишљене приче.

## Карактеристике
Роман се као књижевна врста појавио у Француској још у 13. веку (Роман о краљу Артуру, Роман о Тристану и Изолди, Роман о Троји) и од почетка је представљао веома отворену књижевну форму, у којој су се историја, митологија и измишљени догађаји и ликови спободно и произвољно мешали, тако да је романа са историјском тематиком било од самог почетка. Творац историјског романа у ужем смислу био је шкотски књижевник Валтер Скот (1771-1832), који је у својим романима (Ајванхо, Легенда о Монтрозу, Ан Гајерштајн), који су постигли велики успех код европске читалачке публике почетком 19. века, описивао измишљене јунаке и романтичне заплете (најчешће несрећно раздвојених љубавника) у позадини познатих историјских догађаја и у интеракцији са историјским личностима, које су ипак играле само епизодне улоге.
Рани историјски роман, као и ранији средњовековни романи, усредсређен је на фабулу и радња је основна компонента његове структуре. Фабула обично почиње првим сусретом двоје младих и њиховом љубављу на први поглед, затим долази до њиховог раздвајања из различитих разлога (због неслагања породице када су у питању класне, етничке или верске разлике, због несретног стицаја околности као што је бродолом, отмица, пад у ропство и слично), да би на крају дошло до њиховог сједињавања које се може завршити сретно, браком, али и трагично, смрћу. Та фабуларна схема понављала се у многим историјским, као и готским романима, пошто су читаоце занимале узбудљиве авантуре, потресне ситуације, чудесни и тајанствени догађаји. У том смислу, ликови су били осликани површно и црно-бело.
Тако роман Ајванхо описује доживљаје истоименог јунака у Енглеској крајем 12. века, у позадини грађанског рата између присталица краља Ричарда Лављег Срца и Јована без Земље (1190-1199). Краљ Ричард и краљ Јован појављују се као епизодни ликови у роману, али главни јунаци су измишљени млади витез Вилфред од Ајванха, храмовник Брајан де Боа Гилбер и млада Јеврејка Ребека, а њихов љубавни троугао је централна тема приче. Роман Легенда о Монтрозу дешава се током Енглеског грађанског рата (1642-1649) и описује грађански рат у Шкотској тог времена, али главна прича је љубавни троугао између младих племића Алана Маколеја и лорда Ментита и служавке Аноте Лил, за коју се на крају испостави да је племенитог порекла. Роман Ан Гајерштајн дешава се у Швајцарској током Бургундских ратова (1474-1479), који су позадина радње, али главна тема романа је љубав истоимене јунакиње према младом племићу из Енглеске, који је због Ратова ружа избегао у Швајцарску.
Поред романа Валтера Скота, тог типа су и Гроф Монте Кристо од Александра Диме, Нотр Дам Виктора Игоа и Кво Вадис Хенрика Сјенкјевича. Са друге стране, неки историјски романи поклањали су више пажње развоју ликова и тачном приказивању историјских личности и историјских догађаја. Ту се могу убројати Рат и мир Лава Толстоја и Сељачка буна Августа Шеное. У српској књижевности историјске романе писали су Јанко Веселиновић (Хајдук Станко), Душан Баранин (Хајдук Вељко), Славомир Настасијевић (Витези кнеза Лазара) и Добрило Ненадић (Доротеј).